# 송정동 (동해시)
송정동(松亭洞)은 대한민국 강원특별자치도 동해시의 행정동이다.

## 개요
송정동에서 ‘송정’이란 지명은 삼척군 도하면에 속해 있다가 일제 강점기 초인 1914년 무렵에 행정구역 통·폐합에 따라 골말, 앞, 담안, 서당구비, 사장, 앞섬 마을들이 병합하여 송정리로 북삼면에 편입되면서 사용되기 시작하였다고 한다. 1945년 6월 28일 공포된 부령 제 104호로 삼척군 북평면 송정리에서 북평읍 송정리로 변경되었고, 1980년 명주군 묵호읍 일원과 삼척군 북평읍 일원을 통합 동해시로 설치함에 따라 동해시 송정동으로 행정구역 확정되었다.

## 법정동
- 송정동 (松亭洞)
- 용정동 (龍井洞)

## 교육
- 송정초등학교 (송정동)
- 동해초등학교 (용정동)
- 북평중학교 (용정동)

## 아파트
| 단지명            | 건설사 | 시행사       | 주소        | 주소   | 입주        | 비고     |
| ----------------- | ------ | ------------ | ----------- | ------ | ----------- | -------- |
| 동해송정 휴먼시아 | ㈜만훈 | 대한주택공사 | 동해역길 19 | 송정동 | 2009년 11월 | 국민임대 |